# 刘宏武
刘宏武（1966年12月—），湖北长阳人，汉族。中华人民共和国政治人物、第十三届全国人民代表大会广西壮族自治区代表。

## 生平
2016年7月至2018年2月，任广西壮族自治区发展和改革委员会副主任、党组副书记、同年8月任命为自治区发改委巡视员兼铁路建设办公室主任。
2018年，任命为广西壮族自治区发展和改革委员会主任，兼任自治区党委军民融合发展委员会办公室常务副主任。
2018年，刘宏武被选为广西壮族自治区出席第十三届全国人民代表大会代表。
2020年7月8日，广西壮族自治区第十三届人大常委会第十六次会议表决任命刘宏武为广西壮族自治区人民政府副主席。

### 被查
2022年1月14日，涉嫌严重违纪违法，接受中央纪委国家监委纪律审查和监察调查。
2022年1月15日，广西壮族自治区第十三届人大常委会第二十七次会议决定罢免其第十三届全国人民代表大会代表职务。
2022年6月23日，中央纪委国家监委通报，刘宏武严重违反党的多项纪律，构成严重职务违法并涉嫌受贿犯罪，且在十八大后不收敛、不收手，性质严重，影响恶劣，应予严肃处理，决定给予其开除党籍、开除公职处分，免去其第十二届广西壮族自治区党委委员职务，终止其广西壮族自治区第十二次党代会代表资格，收缴其违纪违法所得，将其涉嫌犯罪问题移送检察机关依法审查起诉，所涉财物一并移送。通报中出现了“寡廉鲜耻”、“既想当官又想发财”等罕见表述。
2022年7月13日，刘宏武涉嫌受贿一案由国家监察委员会调查终结，移送检察机关审查起诉。最高人民检察院依法对其做出逮捕决定。2022年8月25日，刘宏武涉嫌受贿一案经最高人民检察院指定，由海南省人民检察院第一分院审查起诉，海南省人民检察院第一分院已向海南省第一中级人民法院提起公诉。海南省人民检察院第一分院起诉指控：2005年至2022年，被告人刘宏武利用担任广西壮族自治区北海市建设委员会主任、市长助理、副市长，贺州市委常委、副市长，广西壮族自治区发展改革委副主任、主任，广西壮族自治区人民政府副主席等职务上的便利，为有关单位和个人在工程项目承揽、土地项目开发、专项补助资金获取等事项上提供帮助，直接或通过他人非法收受上述单位和个人给予的财物，共计折合人民币8373万余元。检察机关提请以受贿罪追究刘宏武的刑事责任。2023年12月22日，他因为受賄罪被海南省第一中級人民法院判刑15年，并科罰金600萬元。